# A Filha dos Trapalhões
A Filha dos Trapalhões é um filme brasileiro de 1984, do gênero comédia dramática, dirigido por Dedé Santana e estrelado pela trupe humorística Os Trapalhões. O roteiro é baseado em O Garoto, de Charles Chaplin, e faz uma critica ao  tráfico de crianças, tema em voga na época.
A trilha sonora foi inteiramente composta pelo humorista Arnaud Rodrigues, em parceria com Renato Aragão.

## Sinopse
Sem conseguir emprego, a trapezista Júlia se vê obrigada a vender sua filha para uma quadrilha que comercializa crianças no exterior. Após uma confusão, a bebê é abandonada e encontrada pelo vagabundo Didi, que mora em um barraco flutuante (semelhante à uma palafita) na Lagoa Rodrigo de Freitas, junto com mais três amigos. Apesar da miséria em que vivem, os amigos resolvem criar a criança como se fosse sua própria filha.
Anos depois, o quarteto vai trabalhar em um circo, onde conhecem Júlia, que durante todos esses anos esteve a procura da filha e, nessa busca, conta com a ajuda do delegado Walter, apaixonado por ela. Sensibilizados com seu drama, os Trapalhões se dispõem a ajudá-la a descobrem o esconderijo dos mafiosos. O quarteto ajuda Walter a prender a quadrilha, mas os bandidos não sabem o paradeiro da criança. Porém, graças a uma descoberta de Didi, haverá um final feliz.

## Elenco
- Renato Aragão...Didi
- Dedé Santana... Dedé
- Antônio Carlos Bernardes Gomes... Mussum
- Mauro Gonçalves... Zacarias
- Myrian Rios... Júlia
- Ronnie Von... Delegado Walter
- Fernanda Brasil... Bebel / Aparecida Pinto
  - Rafael Delcourt de Seixas Ferreira...Bebel / Aparecida aos 6 meses de idade
- Jorge Cherques... chefe da quadrilha
- Vera Gimenez... mulher do chefe
- Eliezer Motta... Maurição
- Dino Santana... González
- Arnaud Rodrigues... Zé Paraíba
- Felipe Levy... dono do circo
- Roberto Guilherme... frentista
- Carlos Kurt... ladrão de galinhas
- Olívia Pineschi

## Controvérsias
Fernanda Brasil, que interpretou a filha dos Trapalhões e que, atualmente é jornalista, processou a Renato Aragão Produções e a Europa Filmes em 2010, além do Grupo Globo. Segundo Brasil, quando a Europa Filmes relançou o filme, ela não recebeu nenhuma quantia pelos direitos de uso de sua imagem. Em entrevista ao Domingo Show, Brasil afirmou que, à época do filme, o cachê teve valor meramente simbólico, sendo possível comprar apenas uma beliche e duas colchas. Em março de 2017, Brasil ganhou na Justiça o direito de ser indenizada por danos morais; aguardava, ainda, a perícia para cálculo de danos materiais, que deve ultrapassar R$1 milhão.